# Sun Feifei
Dans ce nom chinois, le nom de famille, Sun, précède le nom personnel.
Pour les articles homonymes, voir Sun.
Sun Fei Fei (孙菲菲) est une actrice chinoise. Elle est née le 21 février 1981 en Chine dans la province de Hebei. En 1993, elle a commencé son enseignement à l'Académie de danse de Pékin.

## Filmographie

### Film
| Année | Titre                | Titre en chinoise | Rôle |
| ----- | -------------------- | ----------------- | ---- |
| 2006  | An American in China | 中国月亮          | Mei  |

### Série TV
| Année | Titre                               | Titre en chinois | Rôle                        |
| ----- | ----------------------------------- | ---------------- | --------------------------- |
| 2012  | Palace 2                            | 宫锁珠帘         | Zhen er 贞儿                |
| 2010  | Schemes of a Beauty                 | 美人心計         | Qingning 青宁               |
| 2007  | Rose Martial World                  | 玫瑰江湖         | Shen Siru 沈斯如            |
| 2007  | Jiao Yi Sheng Ma Ma                 | 叫一声妈妈       | Yuan Yue 圆月               |
| 2006  | Ai You Duo Shen                     | 爱有多深         | Zheng Xiu 郑秀              |
| 2006  | The New Adventures of Chu Liu Xiang | 新楚留香传奇     | Li Hong Xiu 李红袖          |
| 2006  | Sword Stained with Royal Blood      | 碧血剑           | Princess Ah Jiu 阿九公主    |
| 2005  | Kai Chuang Sheng Shi                | 开创盛世         | Princess Yue Rong 月容公主  |
| 2004  | Seven Swords                        | 七剑下天山       | Dong Xiao Wan 董晓婉        |
| 2004  | Xia Ying Xian Zhong                 | 侠影仙踪         | 柳一夕                      |
| 2004  | Wan Mei                             | 完美             | Chen Zi Huan 陈子欢         |
| 2004  | Beijing, My Love                    | 北京我的爱       | Yang Xue 杨雪               |
| 2003  | Ping Zhong Xia Ying                 | 萍踪侠影         | Princess Jing 静公主        |
| 2002  | Li Wei Dang Guan 2                  | 李卫当官2        | 岳思盈                      |
| 2002  |                                     | 重案六组         | Officer Tian Rui 女警官田蕊 |
| 2001  |                                     | 冬天不冷         | 邓鹿                        |
| 2001  |                                     | 老爸百分百       | Feifei                      |